# Steenfeld
Steenfeld ist eine Gemeinde im Kreis Rendsburg-Eckernförde in Schleswig-Holstein. Fischerhütte, Liesbüttel, Pemeln, Spann, Schnittlohe und Wilhelmsburg liegen im Gemeindegebiet.

## Geographie und Verkehr
Die Gemeinde liegt etwa 18 km südöstlich von Heide auf Geesthügeln an der Gieselau am Nord-Ostsee-Kanal. Im Gemeindegebiet liegt der Anleger der Kanalfähre Fischerhütte. Die letzte Kettenfähre wird seit 1992 als technisches Denkmal ausgestellt. Die Umgebung ist weitestgehend ländlich, jedoch sind die größeren Städte gut über die naheliegende Autobahnanbindung zu erreichen. Eine Schule sowie Kindergärten befinden sich unweit im nächsten Ort Hanerau-Hademarschen.

## Religion
74 % der Einwohner sind evangelisch, nur 3 % katholisch. Für die Lutheraner ist die Kirchengemeinde Hademarschen im Kirchenkreis Rendsburg-Eckernförde der Evangelisch-Lutherischen Kirche in Norddeutschland zuständig, die aktuell nur die St. Johanneskirche in Gokels nutzt. Die Katholiken sind der Pfarrei St. Ansgar mit Sitz in Rendsburg, Erzbistum Hamburg zugeordnet, deren nächste Filialkirche die Kirche Hl. Familie in Hohenwestedt ist.

## Politik

### Gemeindevertretung
Bei der Kommunalwahl am 14. Mai 2023 wurden insgesamt neun Sitze vergeben. Die Wählergemeinschaft Unabhängiger Schleswig-Holstein Block erhielt sechs Sitze und die CDU erhielt drei Sitze.

### Wappen
Blasonierung: „Unter silbernem, durch einen blauen Balken abgeteiltem Schildhaupt, darin drei grüne Feldsteine, von Silber und Grün zehnmal gestürzt-fächerförmig gespalten.“

## Wirtschaft
Der Tourismus ist für die Gemeinde eine wichtige Einnahmequelle.
Die Ponyhöfe in Steenfeld sind ein beliebtes Urlaubsziel.

## Sonstiges
Steenfeld ist seit 2020 vollständig an das Glasfasernetz angeschlossen.

## Bilder

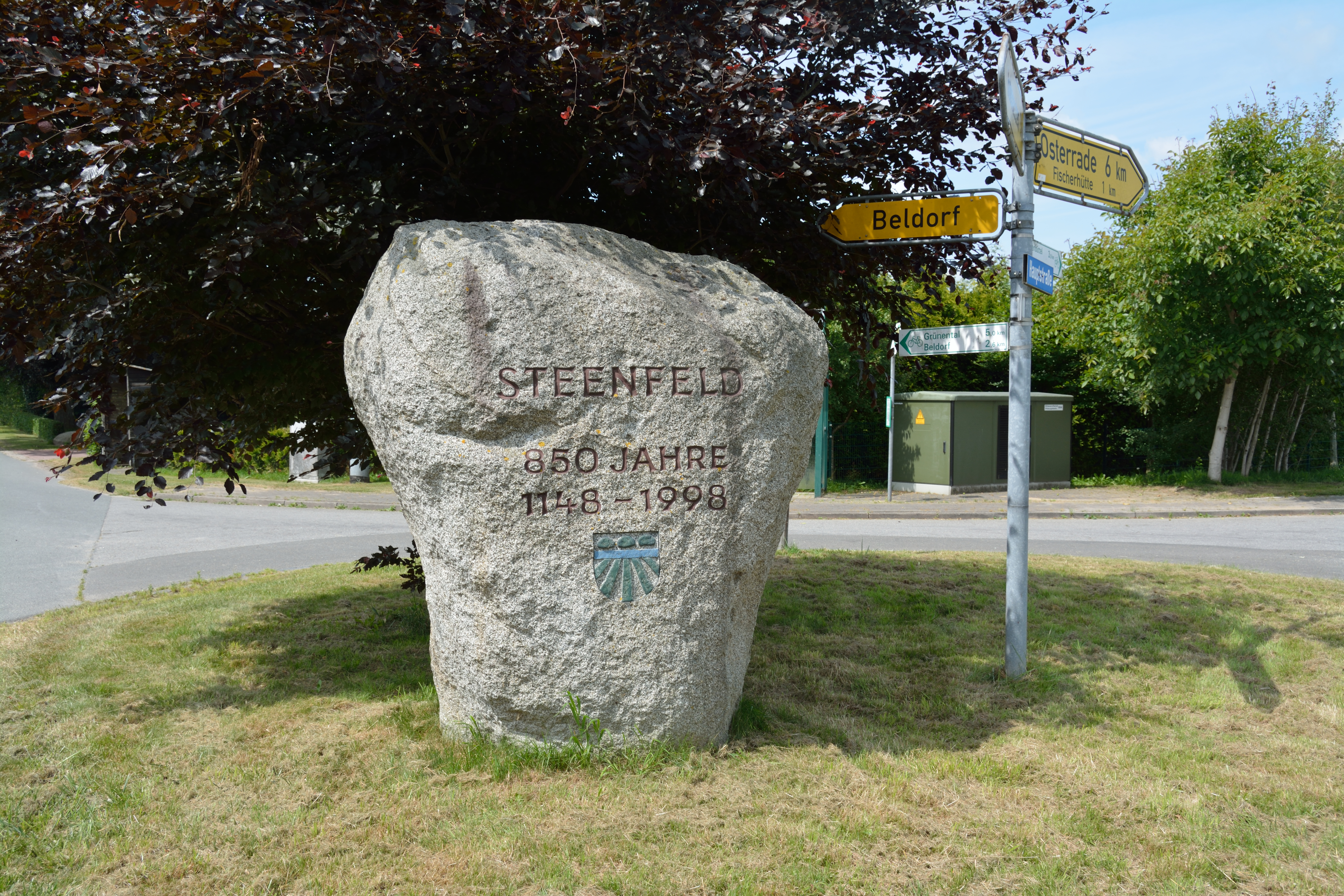
Gedenkstein
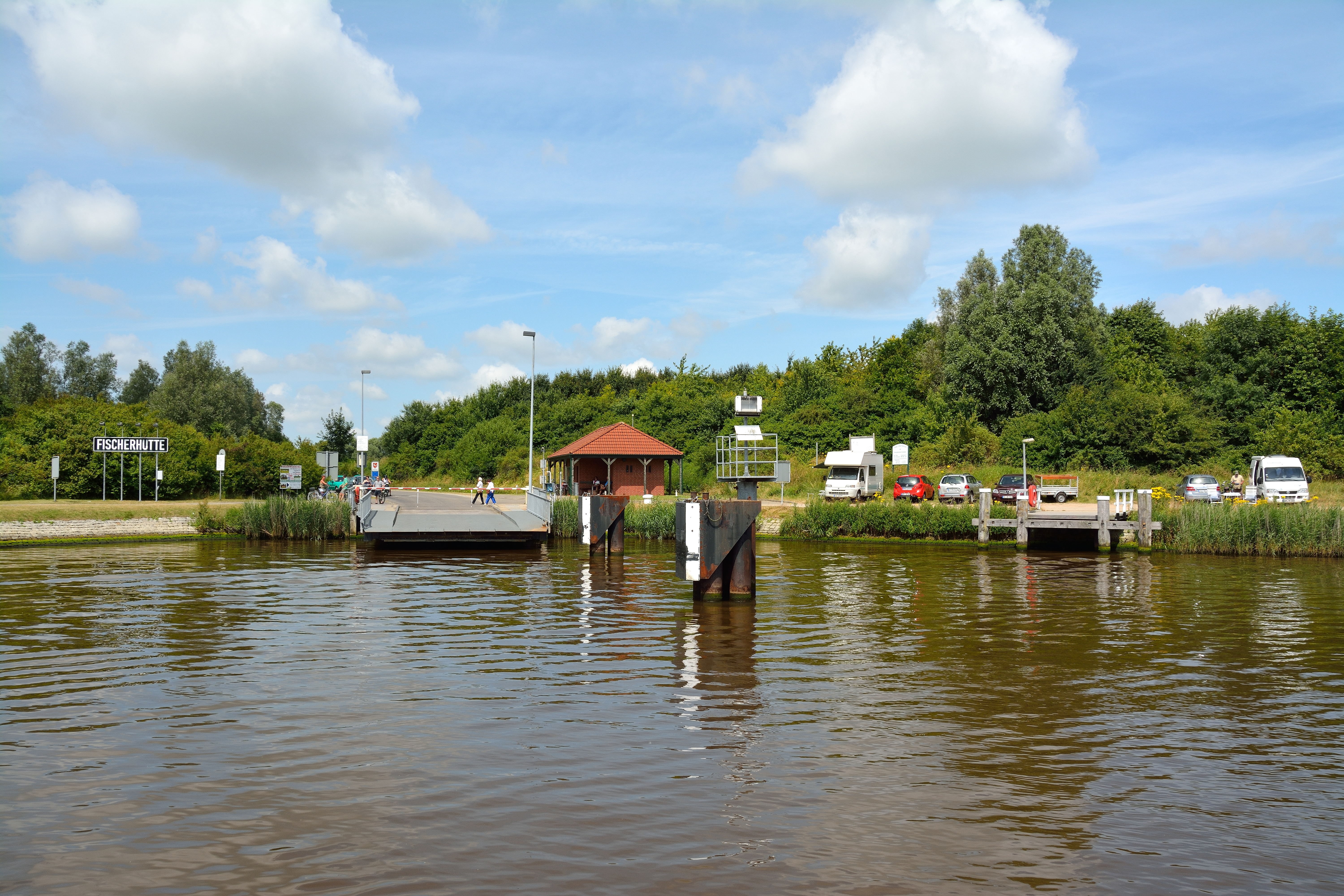
Fähranleger „Fischerhütte“
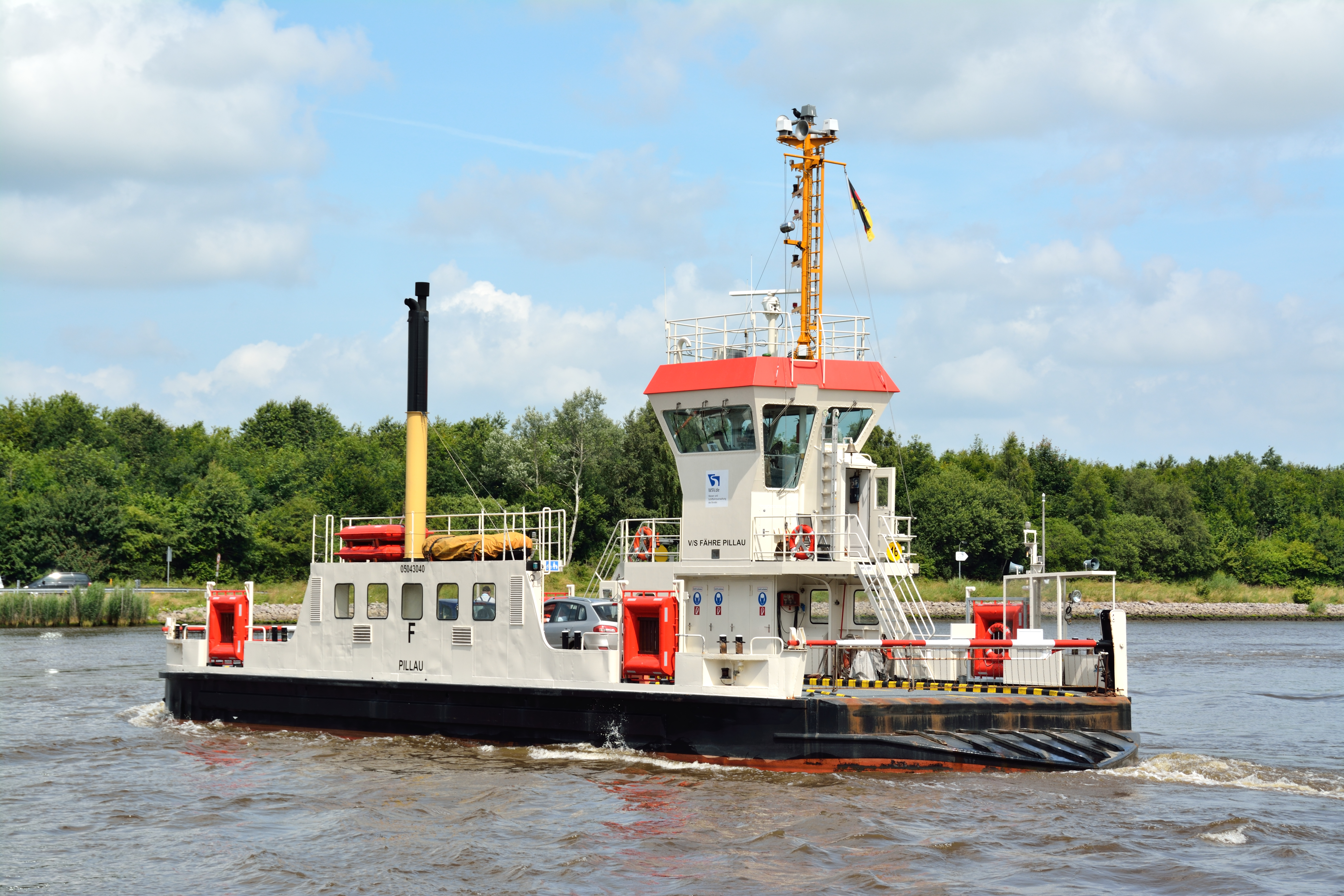
Kanalfähre „Pillau“
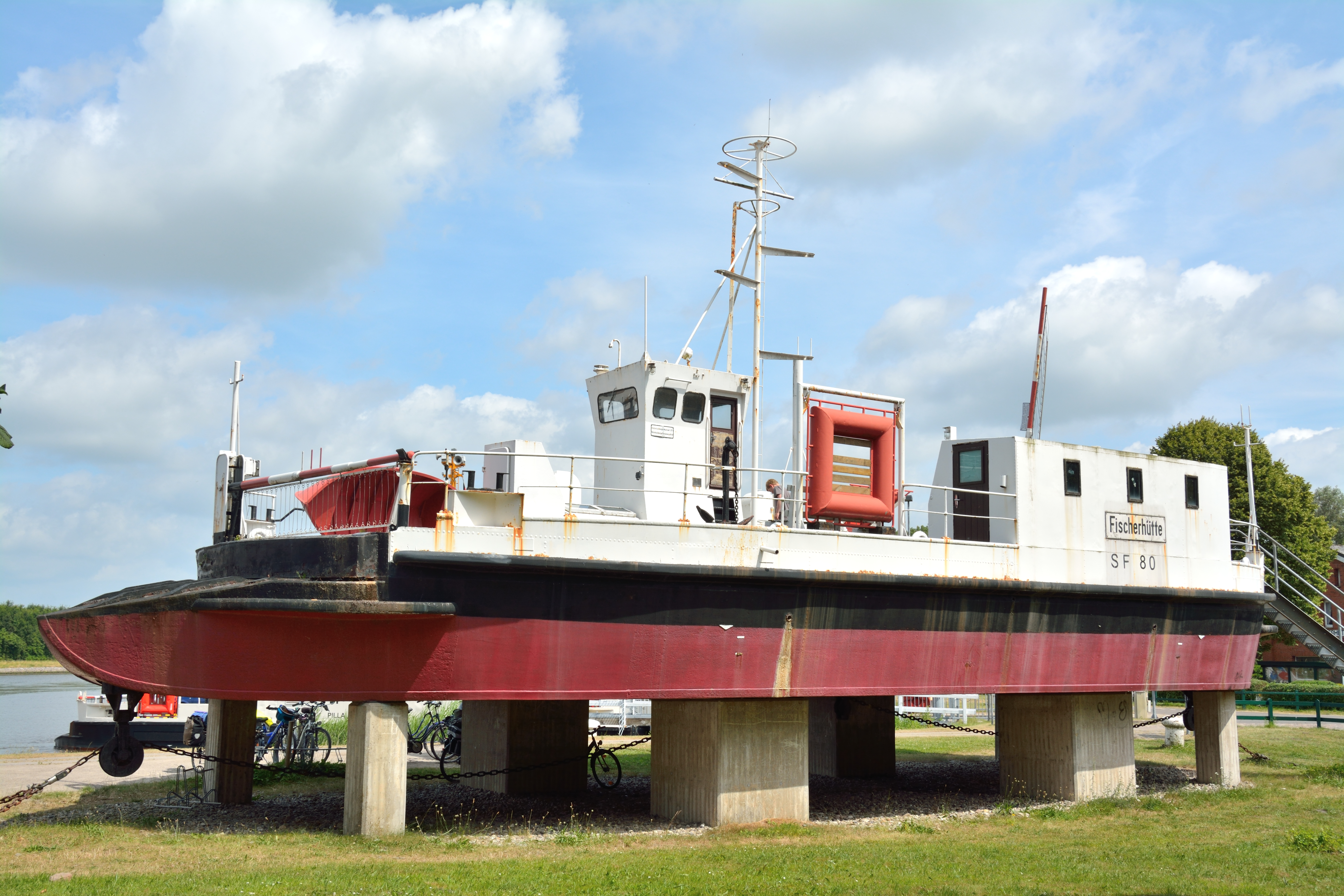
Alte Kettenfähre